# Kent Mitchell
Pour les articles homonymes, voir Mitchell.
Kent Mitchell est un rameur d'aviron américain né le 29 mars 1939 à Albany (New York).

## Biographie
Kent Mitchell participe à l'épreuve de deux barré aux Jeux olympiques d'été de 1960 à Rome et remporte la médaille de bronze. Dans la même épreuve aux Jeux de 1964 à Tokyo, il est sacré champion olympique.